# اکالکوا
اکالکوا (به انگلیسی: Akkalkuwa) یک منطقهٔ مسکونی در هند است که در مهاراشترا واقع شده‌است.